# Torre Martí (Polinyà)
La Torre Martí és una torre del municipi de Polinyà (Vallès Occidental) inclosa en l'Inventari del Patrimoni Arquitectònic de Catalunya.

## Descripció
Sobre una planta rectangular correspon per les seves característiques arquitectòniques i decoratives de finals del Modernisme entrant al Noucentisme. A partir del primer pis la casa s'estructura en un quadrat fins a la teulada. La distribució de teulats correspon a l'esquema de la tipologia basilical. Les façanes presenten dins d'unes línies de caràcter italià, una simetria i correspondència d'obertures i motllures d'emmarcament de balcons i finestres en la seva part superior. Les motllures de pedra de formes rectes on els angles tenen una ornamentació floral a l'extrem. A la disposició de les finestres de la segona planta sota teulat, elements esfèrics d'aireació.
A la façana posterior hi ha un àmplia terrassa a nivell del primer pis, tancada per una balustrada formada per trams de barana de balustres i pilastres amb coronaments de boles, intercalats. Les obertures de finestres i balcons tenen les mateixes característiques que a la façana principal. A la planta baixa de la façana posterior hi existeix una sola obertura que possiblement ha estat modificada en finestra de la seva primigènia funció de porta d'accés i sortida posterior. Teulat dins de la tipologia basilical: dues vessants en el cos central i sobresortit, i d'una vessant als laterals, que acaben en un voladís accedent. Sota la línia de terrat, presència d'una motllura estriada amb intencionalitat decorativa.

## Història
Segons una inscripció emmarcada a la façana posterior els seus amos haurien estat J. i M. Martí. La casa es troba dins de les mansions que es construïren entre la primera i segona desena del segle xx. Fora de la localitat de Polinyà no gaire allunyat, però és tota voltejada de boscos i espai lliure. Últimament el municipi voldria recuperar-la com espai d'esbarjo cívic-cultural.